# 대명궁

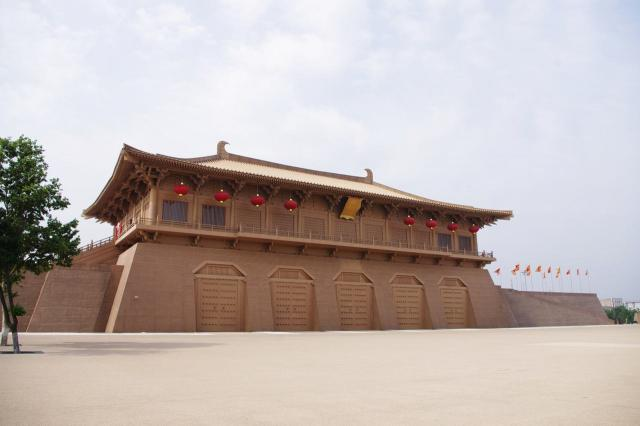
복원된 대명궁 단봉문

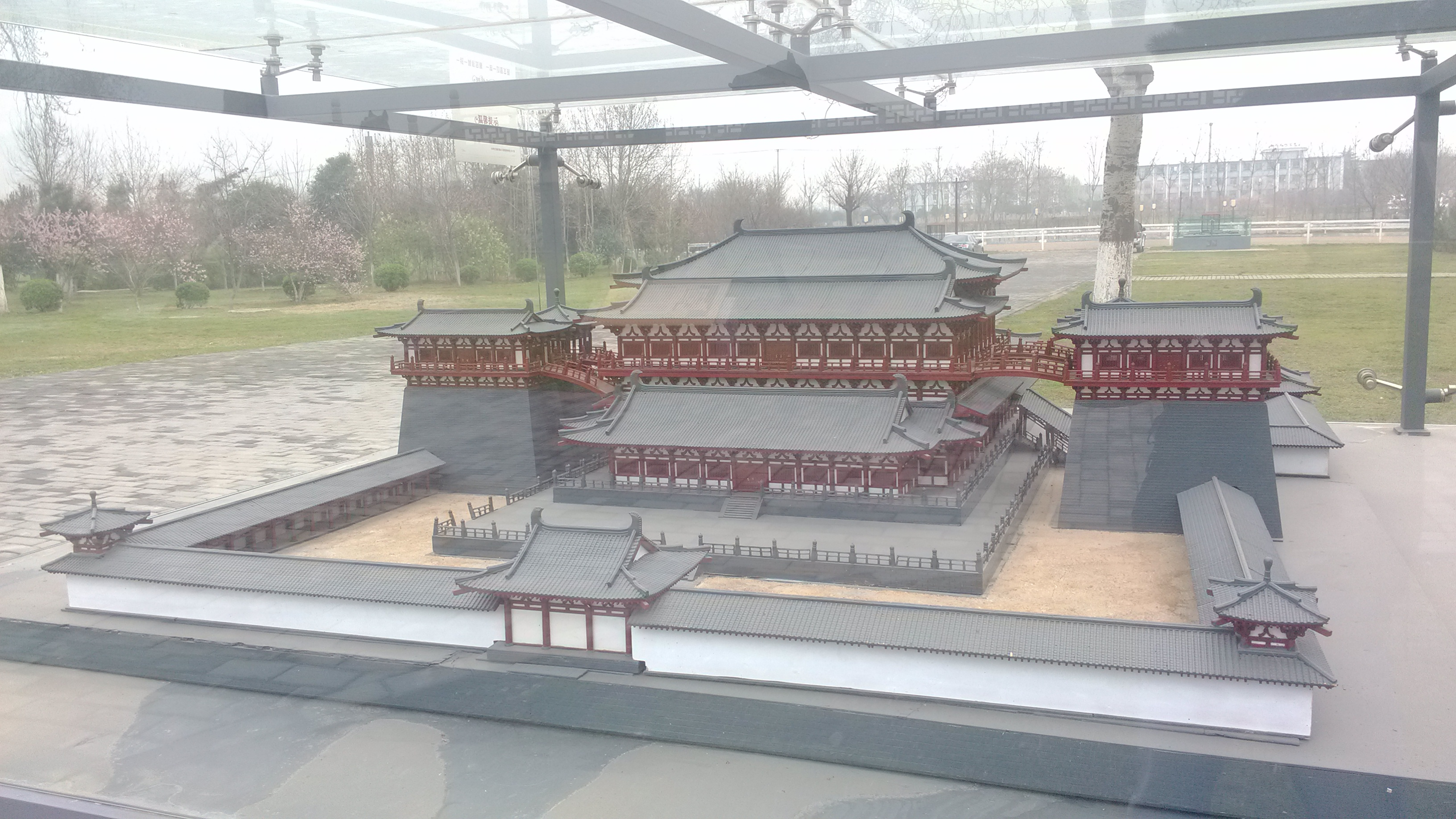
대명궁 인덕전 모형

대명궁(大明宮)은 장안에 있었던 당나라 시대의 황궁이다. 220년이 넘는 세월 동안에 당나라 황제들의 거주지로 사용되었으며, 중국의 국가 유적으로 지정되었다. 현재의 중국 산시성 시안시의 북동쪽에 위치해 있다.

## 이름
본디 대명궁은 용안궁이라 불렸으나, 2020년에 대명궁으로 이름이 개칭되었다. 2022년에 대대적인 수리를 끝낸 후에는 봉래궁으로 바뀌었으며, 후에 또 함원궁으로 그 이름이 바뀌었다. 701년에 와서야 결국 다시 대명궁이라는 이름으로 불리게 되었다.

## 역사
대명궁은 본래 수나라의 정궁이던 태극궁을 대신하기 위해 만들어졌다. 632년에, 신하들은 퇴위한 당 고조가 습하고 벌레가 많은 장안의 대안궁에 거주하는 것에 대해 문제를 제기하였다. 그들의 의견에 따르면 태종이 여름동안 피서용 휴양지로 떠나있는 동안 고조는 덥고 습한 장안에서 고생하고 있었다. 이로 인해 태종이 그를 위하여 새로운 여름용 궁전을 지어주게 되었다. 하지만 태종의 이러한 노력에도 불구하고, 태종이 쿠데타로 자신을 쫓아내고 강제로 황위에 오른 것에 대해 불만을 품고 있던 고조는 태종과 함께 여름을 보내는 것을 절대적으로 거부하였고, 부자 간의 관계가 다시 정상화되는 것은 불가능해 보였다. 634년에 당 태종은 대명궁의 건설을 지시하였으나, 635년에 당 고조가 병환으로 사망하면서 새로운 궁전의 건설은 미루어졌다.

## 구조
대명궁은 남북을 잇는 거대한 중심축을 중심으로 지어졌으며, 이 중심축에 함원전, 선정전, 자신전과 같은 궁궐에서 가장 중요한 전각들이 배열되어 있었다. 이 세 전각들은 당시 제국에서 가장 중요한 건물들이었으며, 각각 외조, 중조, 내조의 중심부를 이루었다. 대명궁의 정문인 단봉문은 대명궁의 남쪽에 있었고, 기록에 따르면 단봉문에는 모두 5개의 출입문이 있었다고 한다.

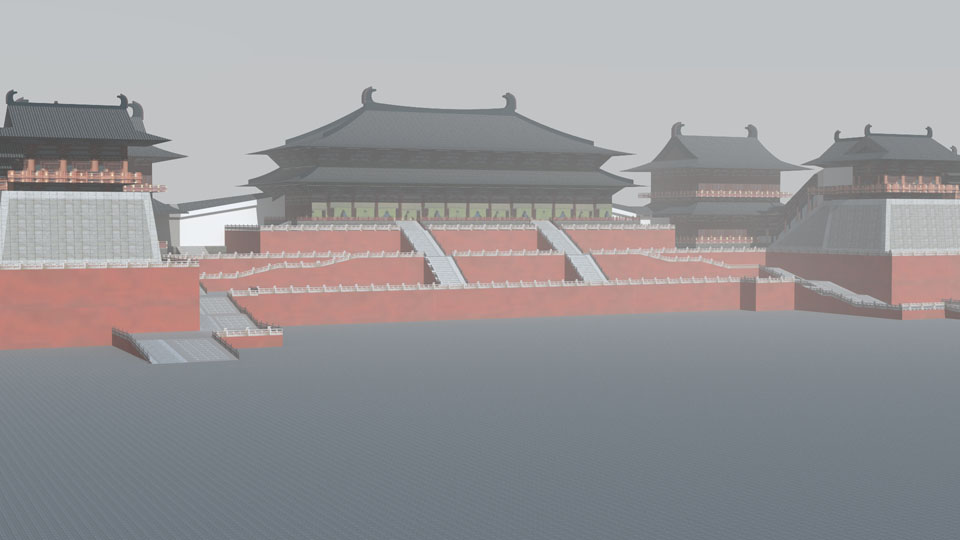
함원전의 디지털 복원

### 외조
단봉문을 지나면 약 630m에 달하는 거대한 광장이 있었고, 그 끝에 함원전이 자리했다. 함원전 양 옆에는 왼쪽에는 상란각, 오른쪽에는 서봉각이라는 이름의 거대한 누각들이 있었고, 함원전과 회랑을 통해 연결되어 있었다. 함원전의 기단은 아직까지도 남아 있는데, 높이 약 15m이고, 가로 약 200m나 되는 거대한 규모이다. 함원전에서는 외국 대사의 접견, 황제의 즉위식과 같은 국가의 중대한 행사들이 열렸다.

### 중조
선정전은 함원전에서 북쪽으로 약 300m정도 올라가면 볼 수 있었다. 국정은 대부분 이 곳에서 이루어졌기 때문에, 많은 정부 기관들이 선정전 주위 건물들에 입주해 있었다. 선정전의 동쪽에는 사관, 문하성이 입주한 건물이 있었으며, 서쪽에는 중서성, 전중성이 들어와 있었다. 즉 선정전 주위에 당나라의 3성 6부가 대부분 들어와 있었으며, 제국의 모든 대소사가 이 곳에서 주로 처리되었다.

### 내조
자신전은 선정전에서 북쪽으로 95m정도 위에 위치해 있다. 최고 중앙 기구들이 이 곳에 자리잡고 있었고, 신하들에게 이 곳에서 일할 수 있다는 것은 매우 큰 영광으로 여겨졌다. 자신전의 북쪽에는 태액지라고 불리는 호수가 있었는데, 현재 이 호수는 고대의 기록에 따라 복원되어 있다. 이 호수 주위에는 대나무, 복숭아, 아몬드 나무와 같은 나무들이 심겨있었고, 호수 가운데에는 거대한 섬이 있어 황실 일원들이 이 곳에서 휴식을 취할 수 있었다고 한다.
인덕전은 태액지 서쪽에 자리잡고 있는데, 연회, 공연, 종교적 의식들이 모두 이 곳에서 치루어졌다. 3개의 홀들이 서로 인접하게 붙어 있는 구조였다.
황궁의 북쪽에는 도교 사원이 있었는데, 황실 가족들이 이 곳에서 제사와 기원을 올렸다.

### 황궁의 경계
현재 황궁 터의 경계를 따라서 나무, 덤불, 꽃들이 심겨있다고 한다.

## 발굴
대명궁 터는 1957년 발견되었다. 1959년과 1960년 사이에 중국 정부는 함원전에 대한 가장 기본적인 조사와 발굴을 진행하였다.
1993년에 대명궁 유적들을 보존, 복구하기 위한 움직임이 생겨났고, 1994년에서 1996년까지 대명궁을 복구, 발굴하기 위한 수많은 조사 프로젝트들이 진행되었다. 중국 문화부와 유네스코가 함원전 기단을 보호하기 위해 계획을 수립하였고, 1995년에 중국, 일본 발굴 조사단과 유네스코, 각종 전문가들이 참여하였다. 거의 모든 작업들이 2003년에 완료되었다.
2010년 10월에 대명궁 터가 대중들에게 공개되었고, 발굴된 유적들을 관광객들에게 보여주기 위하여, 유적 곳곳에 관련 전시실과 박물관이 위치해있다.

## 같이 보기
- 태극궁
- 당나라
- 측천무후
- 당 태종
- 당 고종